# 배영동지회
배영동지회(排英同志會)는 1939년에 영국 타도를 주장하며 전국적 차원에서 배영 운동을 전개하기 위해 결성된 일제강점기의 친일 단체이다.

## 개요
1939년 6월 15일에 매일신보와 경성일보, 조선일보, 동아일보, 조선신문, 조선일일신문 6개 신문사가 경성부 조선신궁 앞 광장에서 공동 개최한 배영국민대회(排英國民大會)를 계기로 설립되었다. 배영국민대회를 주관한 단체인 조선춘추회(朝鮮春秋會)는 공동 성명에서 영국이 중일 전쟁에서 중화민국 정부를 지원하고 일본 제국의 동아 신질서(東亞新秩序) 건설과 흥아대업(興亞大業) 달성, 즉 대동아 공영권 실현을 방해하고 있다고 비난했다.
조선춘추회는 전국적 차원에서 배영(排英, 영국 배척) 운동을 전개하기 위한 단체의 필요성을 모색했으며 1939년 7월 7일에 평양에서 배영동지회를 결성했다. 이 단체는 같은 해 7월 12일에 경성부 부민관에서 경성배영동지회 결성식을 갖고 윤치호를 회장으로 선출하는 한편 부회장, 상무이사, 이사, 상담역 등 임원을 선출했다. 이어 인천과 마산(7월 15일), 대전과 천안(7월 19일), 전주(7월 20일), 부산(7월 21일), 군산(7월 23일), 개성(7월 31일), 조치원(8월 26일) 등 조선 각지에서 배영동지회 지부가 결성되었다.
1939년 8월 5일에는 부산, 대구, 원산, 송림(겸이포), 진해, 춘천, 조치원, 정주, 평양, 목포, 광주, 청주, 회령, 천안 등 30여 개 배영동지회 지방대표가 전국적 차원에서 배영 운동을 전개하기 위해 경성부 조선호텔(현재의 웨스틴 조선호텔)에서 조선배영동지회연맹(朝鮮排英同志會聯盟)을 결성하는 한편 윤치호를 회장으로 선출했다. 이 단체는 경성부에 본부를 두고 있었으며 흥아대업의 달성을 방해하는 영국의 행동을 배격하고자 각지에 있는 배영동지회와 연락 및 통제를 기획하는 것을 목적으로 내걸었다.
1939년 8월 8일에는 경성부 부민관에서 제1회 조선배영동지회연맹 상무이사회를 개최했다. 조선배영동지회연맹은 조선에서 영국 세력을 축출하기 위한 차원에서 불필요한 영어를 배격하자는 지령을 배영동지회에 전달했다. 배영동지회는 전국적 차원에서 영어 말살 운동을 전개하는 한편 민간 분야의 회사, 은행, 상점, 여관 등으로 확산시켰다.
1940년 1월 23일에는 영국 해군 함대가 일본 도쿄만(東京灣)에서 일본의 원양 정기선인 아사마마루(淺間丸)를 무단으로 검문한 사건에 항의하는 성명서를 발표했다. 1940년 8월 8일에는 배영 근본 방침에 대한 건의서를 일본 정부와 일본군에 제출했다.

## 참고자료
- 친일반민족행위진상규명위원회 (2009). 〈Ⅵ. 주요 친일단체 개관 - 19. 배영동지회(排英同志會, 1939년)〉. 《친일반민족행위진상규명 보고서 Ⅲ-3》. 서울. 719~723쪽.